# Список умерших в 888 году

## Январь
- 13 января — Карл III Толстый (48), король Восточно-Франкского королевства (876—887) (до 882 года — король Алемании и Реции), король Италии (879—887), франкский император (881—887), король Лотарингии (Карл II) (882—887), король Западно-Франкского королевства (884—887)[1].

## Апрель
- 20 апреля — Си-цзун (25), 21-й император династии Тан (873—888)[2].

## Май
- 10 мая — Регинхард, епископ Страсбурга (874—888).

## Июнь
- 11 июня — Римберт, архиепископ Гамбург-Бременский (865—888), агиограф, святой неразделенной церкви.
- 30 июня — Этельред, 18-й архиепископ Кентерберийский (870—888).

## Сентябрь
- 16 сентября — Абу Бакр аль-Маррузи, багдадский хадисовед и факих ханбалитского мазхаба.

## Дата смерти неизвестна или требует уточнения
- Абу Дауд, известный мухаддис, автор сборника хадисов «Сунан Абу Дауд».
- Аль-Мунзир, эмир Кордовы (886—888).
- Аэд мак Конхобайр, король Коннахта (882—888).
- Ингельгер, виконт Орлеана (877 — около 888), Тура (878 — не позднее 887) и Анже (879 — около 888), родоначальник династии Ингельгерингов, по имени которого она получила своё название[3].
- Кербалл мак Дунлайнге, король Осрайге (842—888)[4].
- Лэ Яньчжэнь, военный губернатор (цзедуши) округа Вэйбо (883—888).
- Насра, принц из династии Багратионов.
- Ос-Багатар I, правитель Осетии и по преданию предок многих осетинских фамилий.
- Сигфрит, король Дублина (881—888).
- Этельсвита, супруга короля Мерсии Бургреда[5].